# Phare de Pages Rock
Le phare de Pages Rock (en anglais : Pages Rock Light), était un phare de type screw-pile lighthouse  situé sur la York River, dans la baie de Chesapeake, Comté de Gloucester en Virginie.Il a été remplacé en 1967 par une balise automatisée.

## Historique
Ce phare a été construit en 1893, date tardive pour ce type de structure. La maison-phare hexagonale fut préfabriquée à Baltimore, et sa carrière fut apparemment difficile avant son enlèvement, en 1967, dans le cadre du programme général de déclassement des feux à vis dans la baie de Chesapeake.
Le feu de remplacement, situé sur une tour en acier à claire-voie, a été construit sur la fondation d'origine du tas de vissage. Il a été désactivé. La lumière a été répertoriée comme balise de jour jusqu'en 2015, mais la plate-forme a maintenant été supprimée.
Identifiant : ARLHS : USA-577 ; ex-USCG : 2-13875 ; ex-Admiralty : J1544 .

### Lien connexe
- Liste des phares en Virginie